# Don Byas
Carlos Wesley "Don" Byas (21 d'octubre de 1912 – 24 d'agost de 1972) va ser un saxofonista tenor de jazz americà, associat amb el bebop. Va tocar amb Count Basie, Duke Ellington, Art Blakey i Dizzy Gillespie, entre d'altres i va dirigir la seva pròpia banda. Va viure a Europa els últims 26 anys de la seva vida, incloent un temps a Barcelona. Aquest fet de viure tan de temps a Europa va motivar que sovint hagi estat poc reconegut en els llibres d'història del jazz.

## Biografia

### Primers anys (fins 1930)
La seva mare era d'ascendencia cherokee, tocava el piano i el seu pare, d'origen espanyol, tocava el clarinet. Byas va tenir una formació musical clàssica aprenent a tocar el violí i també el clarinet i el saxo alt. Amb tan sols 17 anys va tocar en orquestres com la de Walter Page, tocant el saxo alt fins a finals dels anys 30 del segle passat.

### De 1930 a 1946
A principis de la década de 1930 funda el seu primer grup, Don Carlos and His Collegians Ramblers. El 1933, ja tocant el saxo tenor, es trasllada a California. El 1935 el contracta el gran Lionel Hampton i treballa després amb altres orquestres, sembla que ja amb el nom artístic de Don Byas. Es trasllada a Nova York i el 1941 és contractat per Count Basie, que el crida per ocupar el lloc vacant que ha deixat el saxofonista Lester Young.
El 1943 toca amb altre  gran saxofonista tenor, Coleman Hawkins, que va ser una de les seves grans influencies musicals. En 1944 toca en el Onyx Club de Nova York amb el primer grup de músics que podrien reivindicar el terme "bebop" (aquest estil de jazz encara no tenia nom). Entre aquest músics hi eran Dizzy Gillespie i Max Roach. De tota manera Don Byas no acaba d'adaptar-se plenament a aquesta nova tendència del jazz modern, ja que ell més aviat es considerava un músic de swing i jazz clàssic.
El setembre del 1946 embarca a Europa amb l'orquestra de Donad Redman, conegut com Don Redman, primer grup civil nord-americà que toca jazz en el vell continent, ja acabada la Segona Guerra Mundial. Es va instal·lar definitivament a Europa, primer a Paris, després a Amsterdam (Holanda), on es va casar amb Johanna "jopie" Eksteein i, pràcticament, ja no va tornar mai més a viure als Estats Units.
Es ben conegut que Europa va acollir i valorar molts músics de jazz afroamericans que, d'alguna manera, fugien dels conflictes racials i/o de les batudes de la policia antidrogues.

### De 1946 a 1972. Europa
Molt aviat Don Byas es va convertir en font de inspiració pels músics francesos i europeus realitzant nombroses gires i concerts per tot Europa. També va gravar molts discos, tots ells, d'una gran qualitat i sempre acompanyat pels millors músics europeus de jazz.
Entre els discos que va gravar a Paris, tenim el titulat "Laura" una balada de la pel·lícula homónima de Otto Preminger del 1945 i que va "sentar càtedra" amb la seva manera de interpretar aquest tema, avui un estandard actual del jazz.
També en una estància a Espanya i Portugal grava un parell de discos molt especials. El disc titulat "Those Barcelona Days" amb Luis Rovira i la seva orquestra. L'altra disc especial es titula "Encontro. Amália & Don Byas" que va gravar amb la gran cantant portuguesa de fados Amália Rodrigues. El disc es va publicar a Portugal el 1973, un any després de la mort de Don Byas. Segons els fullet explicatiu, el crític portugués Luiz Villas-Boas, comenta com va anar la gravació i com Amália "certament inspirada per la música de Don va interpretar alguns clàssics del fado, amb una llibertat i força molt superiors a algunes gravacions anteriors dels mateixos temes".

### Relació amb Tete Montoliu
El juliol de 1947 Don Byas ingressa a l'orquestra de Bernard Hilda tocant en la luxosa sala Copacabana de Barcelona que s'havia obert aquell mateix any. En les "jam sessions" que es feien en aquesta sala va ser on Byas i Tete Montoliu, aleshores un jove pianista cec de tan sols 14 anys, es van conèixer i establir una gran amistat.
Byas anava a dinar i sopar sovint a casa dels Montoliu i a la sobretaula parlaven sobre música de jazz. En alguna ocasió Don va agafar el saxo alt del pare de Tete i el jove Montoliu l' acompanyava al piano. En aquest sentit, Tete Montoliu va dir: "Don em va ensenyar moltes coses: la primera, com beure conyac, i la segona, com tractar a una dona." També s'ha escrit que el no haver fet cap enregistrament amb Byas va ser "l'unica espineta que li va quedar clavada al Tete, després de tantes nits de música i vivències compartides". En aquest llibre, l'autor Pere Pons Macias també comenta que aquesta oportunitat se li va a presentar vint anys després i aporta la fotografia de portada del disc Ben Webster meets Don Byas enregistrat el febrer de 1968, al bell mitg de la Seva Negra alemanya, amb la participació de Tete Montoliu al piano, Peter Trunk al contrabaix i Al Heath (Tootie) a la bateria.

### Últims anys
Don Byas es va trobar a Europa amb molt músics compatriotes i, per exemple, entre altres músics de jazz, amb els que va tocar i gravar tenim a Duke Ellington i Quincy Jones. El 1970 torna breument als Estats Units per tocar al Festival de Newport. El 1971 fa una gira per japó amb l'orquestra d'Art Blakey. El 1972 un càncer de pulmó acaba amb la seva vida, tan sols amb 59 anys.

## Valoració musical
Músic de filiació hawkiniana (és a dir influenciat per altre gran saxofonista tenor Coleman Hawkins) Don Byas és considerat un dels saxofonistes més impressionants de la història del jazz. Admirat per la seva técnica virtuosa, la seva dicció, el seu lirisme carregat d'emoció i la seva voluptuosa sonoritat. L'extrema lentitud en la interpretació de balades és només per ressaltar millor l'atreviment i la fogositat del temps ràpids i més vius. Ha influït en grans saxofonistes tenor de les següents generacions com John Coltrane, Sonny Rollins o Johnny Griffin.

## Discografia seleccionada
S'han seleccionat preferentment els discos gravats a Europa.
- Don Byas en Paris (1946-49)

- Those Barcelona Days (1947-48)

- Laura. Jazz in Paris (1950-51)

- A Tribute to Cannonball (amb Bud Powell, 1961)
- Ben Webster meets Don Byas (1968)
- Encontro (amb Amália Rodrigues, 1973)